# 莎拉·塔特爾
莎拉·塔特爾（Sarah Tuttle）是華盛頓大學天体物理学的助理教授，設計並且構建觀測鄰近星系的光譜儀，包括架設在麦克唐纳天文台的霍比-埃伯利望远镜中，用來研究暗能量的VIRUS（Visible Integral-field Replicable Unit Spectrograph，可見積分場可複製單位光譜儀），以及FIREBall（Faint Intergalactic medium Redshifted Emission Balloon），世界第一個光纖紫外光譜儀。

## 早年及教育
莎拉·塔特爾出生在加利福尼亞州的聖塔克魯茲，也在聖塔克魯茲長大 ，在加利福尼亞大學聖塔克魯茲分校研讀物理，于2001年得到理學士學位。她在2001年及2002年在斯科茨谷的Add-Vision擔任研究科學家，她所在的團隊是第一個製造出絲網印刷聚合物發光二極體的團隊。
塔特爾在2006年及2007年在哥伦比亚大学先後獲得理學碩士及研究碩士，于2010年得到哲學博士學位，和開發FIREBall的David Schiminovich一起工作。2009年，塔特爾開發了全世界第一個光纖紫外光學光譜儀，并安裝在FIREBall上。

## 研究與事業

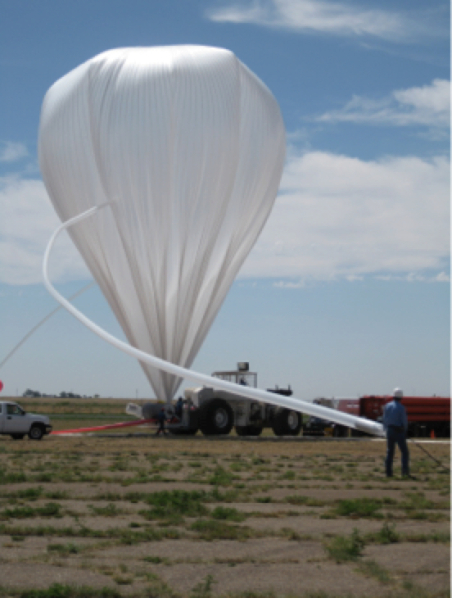
FIREBall的發射，此實驗的目的是量測星系间介质及圍繞星系的介质發射的紫外线

塔特爾的研究將先進的硬體應用在光譜儀量測設備的設計中，特別是針對星系中利用星际物质發射及输入來調節隔離星生成的機制。
塔特爾在哥伦比亚大学攻讀博士學位時，就已經設計FIREBall上的光譜儀，是氣球上的望遠鏡，配合紫外-可见分光光度法，用來探測外层空间發射的物質。FIREBall上的光學光譜儀是全世界第一個光纖紫外光譜儀。

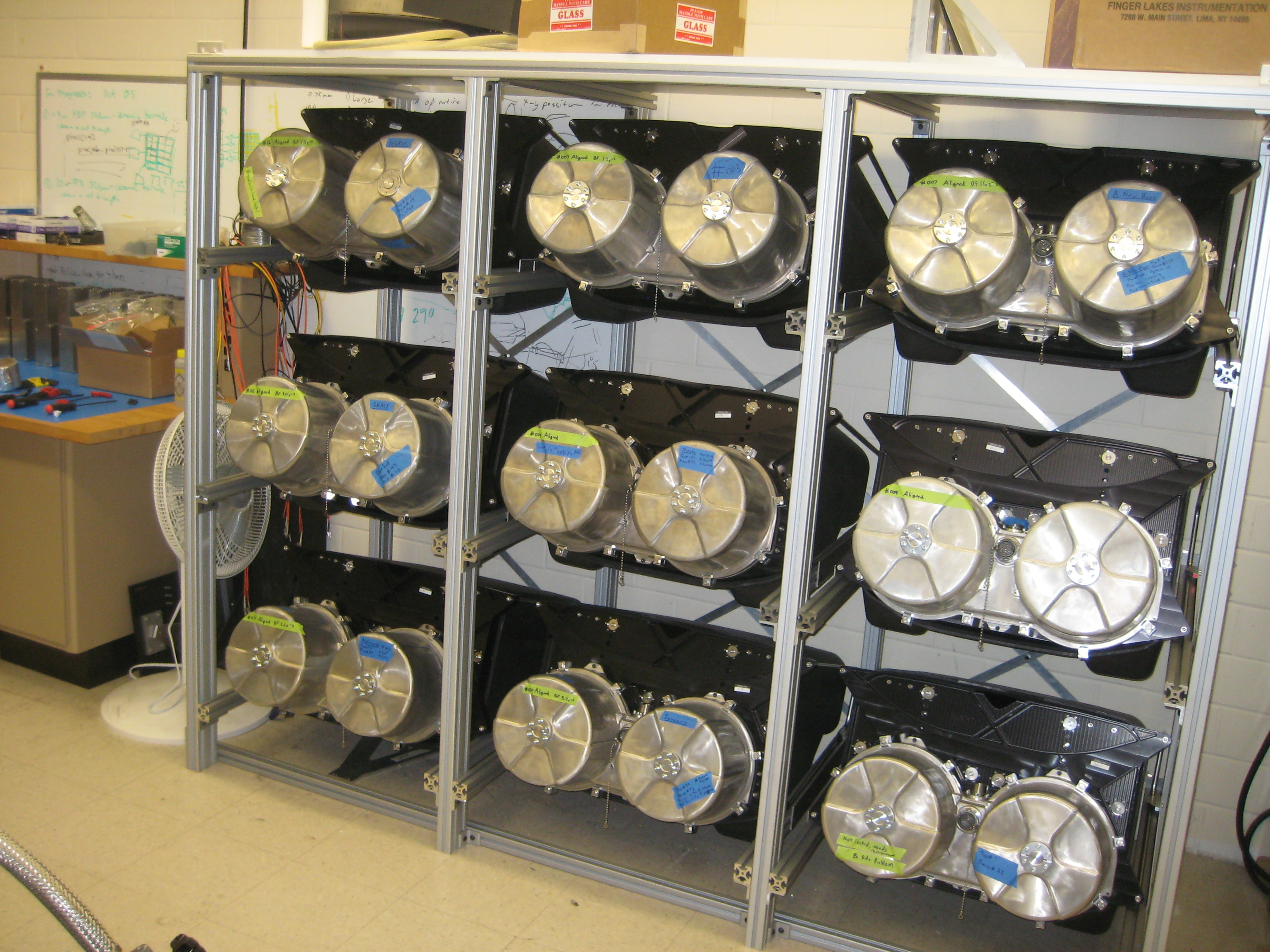
九個塔特爾設計的VIRUS光譜儀，等待測試，之後要安裝在霍比-埃伯利望远镜中

塔特爾在2010年至2012年時是霍比-埃伯利望远镜中VIRUS偵測器計劃的負責人，建構了VIRUS光譜儀的原型、之後設計以及調校其性能。此設備包括由34944個光纖通道形成的156個光譜通道。可以對應的天空視野為22角秒。塔特爾和她的天文物理團隊目前仍在使用VIRUS的資料。
莎拉·塔特爾在2016年進入了華盛頓大學，擔任助理教授。在2019年5月帶領阿帕契點天文台重新啟動KOSMOS光譜儀的計畫，該設備最早是架設在基特峰国家天文台。
莎拉·塔特爾也有一些科學外展的工作，包括2019年出現在podcast 天文學的365天上，以及2014年固定為The Toast撰寫文章。她經常在《西雅图时报》、《聖荷西信使報》及《Gizmodo》上，以天文專家的身份發表意見。2014年時，美国国家科学院給她Kavli院士的榮譽。莎拉·塔特爾也參與美國天文學會的工作組，支持新的指南，以建構更多元化且有包容性的環境。

## 行動主義者
在2016年之前，莎拉·塔特爾是Lilith Fund的董事會成員及熱線接聽員，Lilith Fund是有關生殖權利的非營利組織，提供德州女性有關堕胎的經濟資助，她目前在Kadima（一個以西雅圖為根據地的猶太教重建派社群）中服務。
諾貝爾生理學獎得主蒂姆·亨特在2015年有些貶低女性科學家的言論，莎拉·塔特爾的回應讓全世界注意到這件事，有相關的報導，在BuzzFeed上發表。她在建立2017年的為科學遊行時，和Chanda Prescod-Weinstein參與了訪問，华盛顿邮报引用了她、Chanda Prescod-Weinstein及約瑟夫·奧斯曼德森在The Establishment上的集體聲明。聲明的題目是「我們是反對法西斯主義的科學家」，呼籲科學家更多參與政治，並且將美國的政治處境和1930年代前期的德國相比較。
拉·塔特爾發表了許多有關天文物理學性別偏見的研究，有一篇在2017年的《自然》期刊上發表，提到論文中的第一作者若是女性，其引用次數比第一作者為男性的類似論文少了10%。她進一度的強調支持來自未受足夠重視群體之科學家的重要性。